# The Life Burns Tour
The Life Burns Tour es el segundo álbum en vivo, en formato DVD, de la banda finlandesa Apocalyptica. Contiene el concierto completo grabado en Düsseldorf (Alemania), el 5 de diciembre de 2005.

## Lista de temas
Concierto
1. "Intro" - 0:46
2. "Path" - 2:34
3. "Master of Puppets" - 7:14
4. "Somewhere Around Nothing" - 4:40
5. "Fight Fire With Fire" - 3:57
6. "Quutamo" - 3:44
7. "Heat" - 3:48
8. "Betrayal" - 4:07
9. "Nothing Else Matters" - 6:25
10. "Hope" - 3:43
11. "Life Burns" - 3:10
12. "Fisheye" - 4:38
13. "Bittersweet" - 5:24
14. "Seek & Destroy" - 5:20
15. "Prologue (Apprehension)" - 3:03
16. "Creeping Death" - 4:29
17. "Inquisition Symphony" - 6:11
18. "Enter Sandman" - 3:33
19. "Refuse/Resist" - 5:07
20. "The Hall of the Mountain King" - 4:43

Vídeos
1. "Bittersweet" (con Ville Valo y Lauri Ylönen) - 3:26
2. "Life Burns" (con Lauri Ylönen) - 3:06
3. "En Vie" (con Emmanuelle Monet) - 3:24
4. "Faraway Vol. 2" (con Linda Sundblad) - 3:31
5. "Somewhere Around Nothing" - 3:46
6. "Seemann" (con Nina Hagen) - 4:05
7. "Repressed" (con Matt Tuck y Max Cavalera) - 3:48

Extras
1. Película de la gira - 7:39
2. Making of de "Repressed" - 4:04

## Personal
- Eicca Toppinen - Chelo.
- Paavo Lötjönen - Chelo.
- Perttu Kivilaakso - Chelo.
- Antero Manninen - Chelo.
- Mikko Sirén - Batería.

- Datos: Q2706248